# Karel Brückner
Karel Brückner (Olomouc, 13 de novembro de 1939) é um treinador de futebol da República Tcheca. Foi treinador da Seleção Tcheca e da Seleção Austríaca.

## Carreira
Bruckner comandou a Seleção Checa de Futebol, nas Olimpíadas de 2000.  E no período vitorioso da Euro 2004, Copa de 2006 e Euro 2008